# Stan (software)
Stan é um software voltado para inferência bayesiana escrito em C++. Uma linguagem específica do software é utilizada para especificar um modelo estatístico bayesiano usando uma declaração imperativa do log da função de densidade de probabilidade.
O programa é disponibilizado sob a licença New BSD License. O software tem este nome em homenagem a Stanislaw Ulam, pioneiro no método de Monte Carlo.

## Interfaces
Stan pode ser acessado por várias interfaces:
- CmdStan - linha de comando
- RStan - integrado ao R
- PyStan - integrado ao Python
- MatlabStan - integrado ao MATLAB
- Stan.jl - integrado ao Julia
- StataStan - integrado ao Stata.

## Algoritmos
Para fazer a inferência, o Stan implementa múltiplos métodos Markov chain Monte Carlo e algoritmos de otimização:
- Algoritmos MCMC:
  - Hamiltonian Monte Carlo (HMC) (algoritmo padrão);
  - No-U-Turn sampler[1][2] (NUTS), uma variação do HMC.
- Algoritmos de inferência variacional:
  - Inferência variacional caixa-preta.[3]
- Algoritmos de otimização:
  - Algoritmo Broyden–Fletcher–Goldfarb–Shanno (BFGS) (algoritmo padrão);
  - Algoritmo de Nesterov com acelerador;
  - Método de Newton.

## Diferenciação automática
O Stan implementa um modo reverso de diferenciação automática para calcular o gradiente do modelo, o qual é requerido pelo HMC e NUTS. A diferenciação automática no Stan pode ser usada fora da linguagem de programação.

## Usos
As áreas de uso do Stan incluem ciências sociais e estática médica.